# Moral de Hornuez
Moral de Hornuez ist ein Ort und eine nordspanische Gemeinde (municipio) mit 40 Einwohnern (Stand: 2024) in der Provinz Segovia in der Autonomen Gemeinschaft Kastilien-León.

## Lage und Klima
Die Gemeinde Moral de Hornuez liegt etwa 63 km (Fahrtstrecke) nordnordöstlich von Segovia in einer mittleren Höhe von ca. 1105 m. Das Klima ist im Winter rau, im Sommer dagegen gemäßigt bis warm; Regen (ca. 570 mm/Jahr) fällt übers Jahr verteilt.

## Bevölkerungsentwicklung
| Jahr      | 1970 | 1981 | 1991 | 2001 | 2011 | 2021 |
| Einwohner | 279  | 191  | 133  | 92   | 83   | 45   |

## Sehenswürdigkeiten

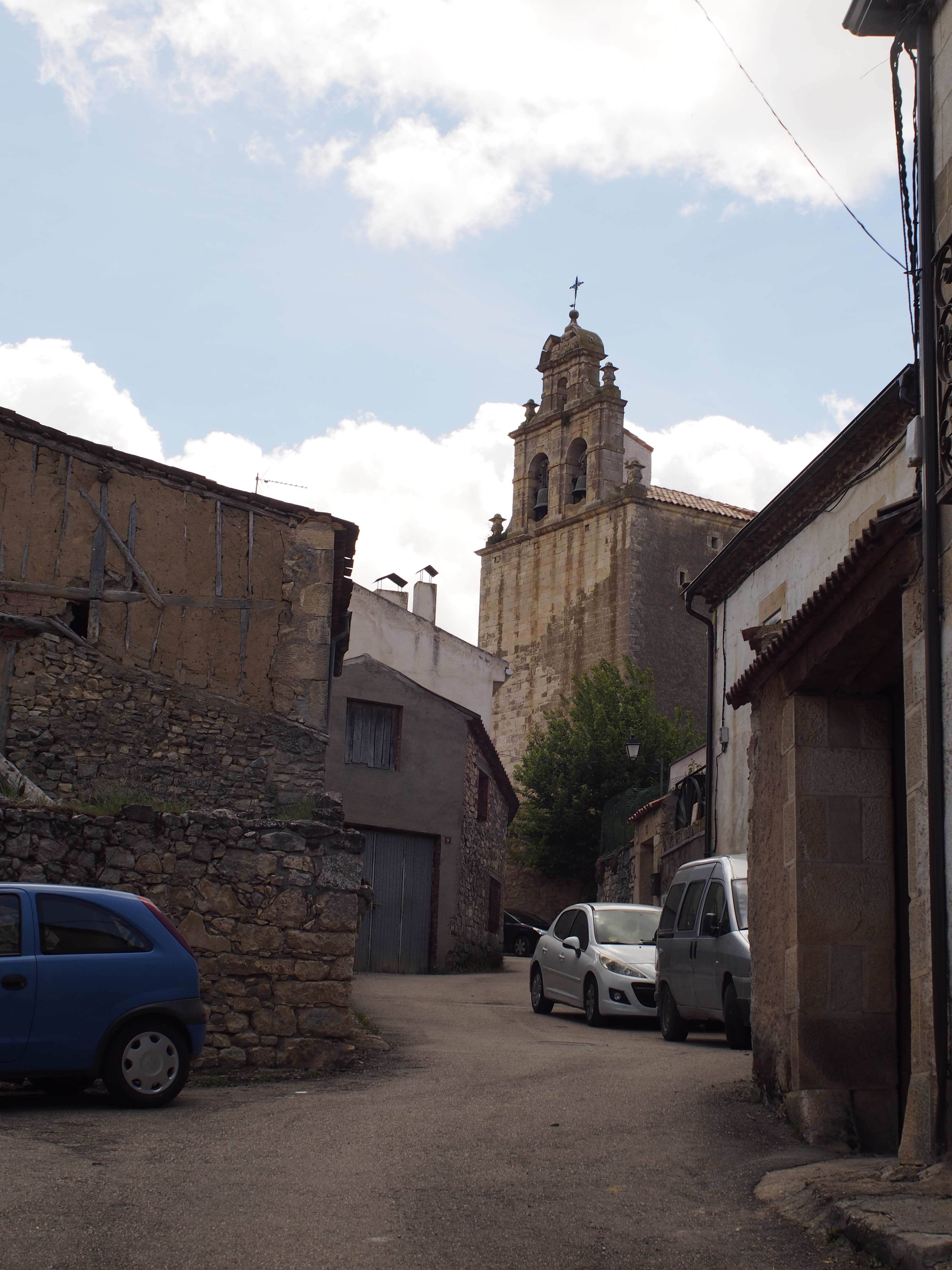
Christopheruskirche
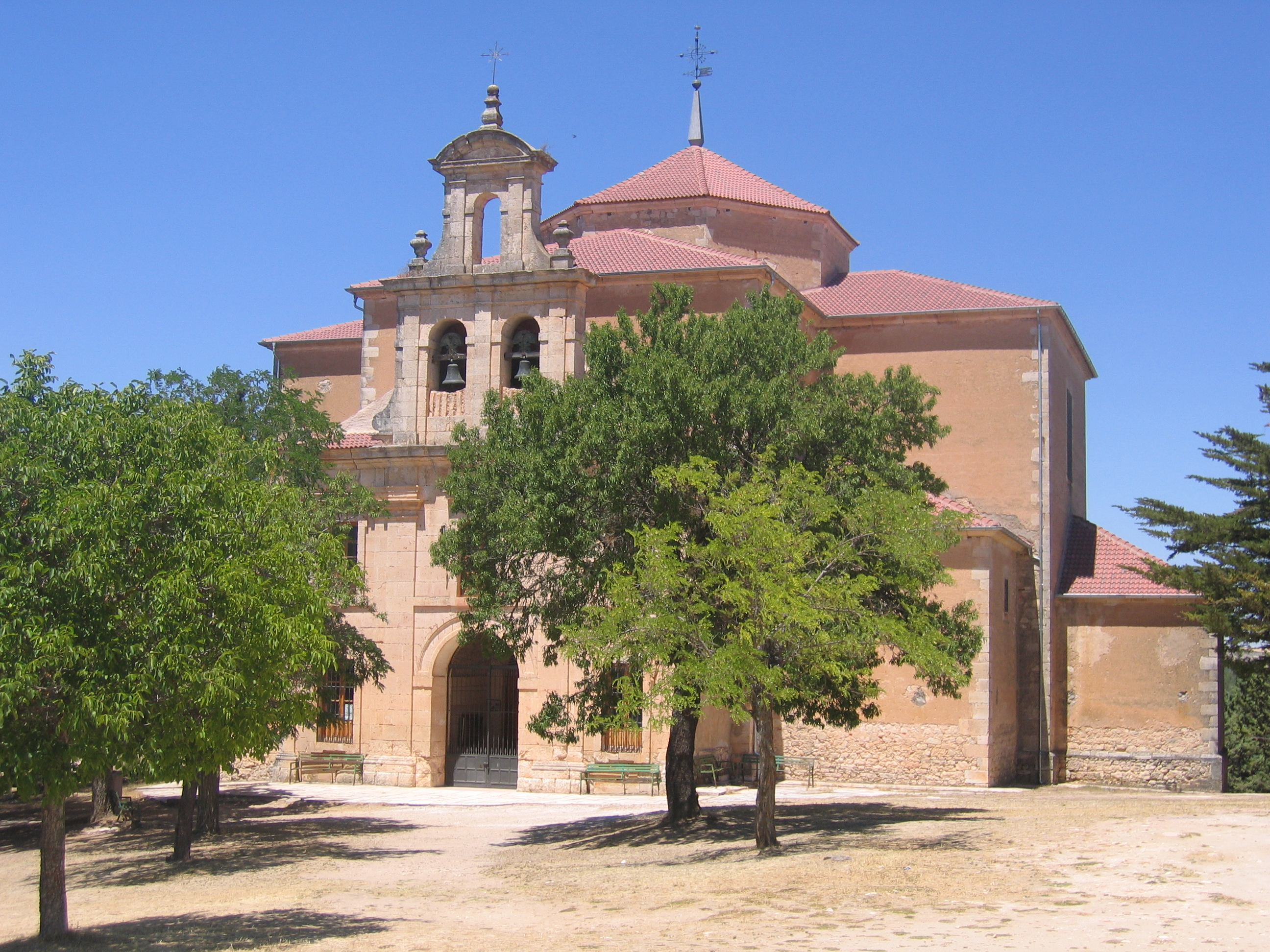
Marienheiligtum

- Christopheruskirche
- Marienheiligtum